# Richard Cannings (homme politique britanno-colombien)
Pour les articles homonymes, voir Richard Cannings et Cannings.
Richard Cannings (né le 31 mars 1954) est biologiste, auteur et homme politique canadien de Colombie-Britannique. Il représente la circonscription fédérale britanno-colombienne de Okanagan-Sud—Kootenay-Ouest de 2015 à 2025.

## Biographie
Né dans une famille d'environnementaliste à Penticton en Colombie-Britannique, Cannings poursuit, tout comme son frère jumeau Sydney et son frère ainé Rob, une carrière en biologie. Il obtient une maîtrise en zoologie de l'université Memorial de Terre-Neuve. Devenu enseignant pendant 17 ans à l'université de Colombie-Britannique, il revient à Penticton pour devenir consultant en biologie pour l'organisme à but non lucratif Birds Canada. Ensuite, il siège entre autres au Comité sur la situation des espèces en péril au Canada, au B.C. Environmental Appeal Board, au B.C. Forest Appeals Commission et au conseil d'administration de Conservation de la nature Canada.
En 1987, Cannings et ses frères écrivent Birds of the Okanagan Valley, British Columbia qui est publié par le Musée royal de la Colombie-Britannique. Il contribue à titre de co-auteur à Birds of Southwestern British Columbia et à Birds of Interior BC and the Rockies. La compagnie d'édition Greystone Books publie An Enchantment of Birds: Memories From A Birder's Life en 2007 et Flights of Imagination: Extraordinary Writing about Birds en 2010. Ensuite, avec son fils Russell, il rédige Birdfinding in British Columbia and Best Places to Bird in British Columbia.

## Carrière politique
Entrant en politique provinciale en 2012, il obtient la nomination néo-démocrate dans Penticton face à David Finnis conseiller municipal de Summerland, il perd les élections de 2013 face au libéral et maire de Penticton Dan Ashton.
Remportant la nomination néo-démocrate de Okanagan-Sud—Kootenay-Ouest en vue des élections fédérales de 2015 face à Margaret Maximenko de Christina Lake, Cannings est élu et est nommé par Thomas Mulcair critique en matière d'éducation post-secondaire et porte-parole adjoint des ressources naturelles de Carol Hughes.
Entretemps, il parraine trois projets de loi privés pour favoriser l'utilisation du bois dans les projets d'infrastructure du gouvernement fédéral. Projet similaire à de précédentes tentatives de Claude Patry et de Gérard Asselin, le projet est rejeté en raison de l'opposition conservatrice au Sénat,. Ensuite, en réponse à la Loi C-45, Cannings tente d'insérer à nouveau les lacs et rivières Skaha, Vaseux, Tuc-el-nuit (en), Osoyoos, Christina (en), Okanagan, Slocan, Kettle et Granby (en) dans le Canadian Navigable Waters Act (en),. En septembre 2017, il introduit le projet de loi C-363 en réponse à la gestion du ministère de l'Environnement sous le gouvernement conservateur précédent qui évitait d'inscrire de nouvelles espèces à la liste des espèces en danger malgré les recommandations du Comité sur la situation des espèces en péril au Canada. Bien que le projet n'ait pas été adopté, le principe est adopté par le ministère dans sa politique opérationnelle,.
Réélu en 2019, il l'est à nouveau en 2021.